# Bezirk Mouscron
Der Bezirk Mouscron (niederländisch Moeskroen) war bis am 31. Dezember 2018 einer von sieben Bezirken (Arrondissements) in der belgischen Provinz Hennegau. Er umfasste eine Fläche von 101,17 km² mit 76.297 Einwohnern (Stand: 1. Januar 2018) in den beiden Gemeinden Comines-Warneton und Mouscron, die aufgrund der Lage von Comines-Warneton als Enklave nicht miteinander verbunden waren.
Gerichtsbezirk der Gemeinden des Bezirks Mouscron war der Bezirk Tournai.
Der Bezirk Mouscron fusionierte mit dem Bezirk Tournai zum neuen Bezirk Tournai-Mouscron.